# Quartier du Château-de-l'Hers
Pour l’article homonyme, voir Château de l'Hers.
Le quartier du Château-de-l'Hers est un quartier de Toulouse située à l'est de l'agglomération dans le secteur 4 - Est du redécoupage effectué par la mairie en 2009.

## Géographie
Le quartier historique du Château-de-l'Hers s'organise autour du chemin du même nom.
Le grand quartier Château-de-l'Hers défini par l'Institut national de la statistique et des études économiques (INSEE) regroupe trois îlots regroupés pour l'information statistique (IRIS) : Cité de l'Hers, Roucoule et Sainte-Claire. Il est délimité :
- à l'est, par le cours de l'Hers, à la limite de la commune de Balma, entre l'avenue Jean-Chaubet et l'avenue de Castres ;
- au sud, par l'avenue Jean-Gonord et l'allée de Limayrac ;
- à l'ouest, par l'avenue Lucien-Baroux, l'avenue Raymond-Naves, puis les rues Henriette-Achiary et Louis-Dhers ;
- au nord, par l'avenue de Castres jusqu'au boulevard des Crêtes, et enfin l'avenue Jean-Chaubet.

## Historique
Le nom du quartier est dû à la présence d'un château situé sur la colline surplombant le quartier. À côté coule la rivière de l'Hers. Le château possédait les terres aux alentours qui furent vendues à des promoteurs au fur et à mesure dans les années 1980 aux années 2000 pour construire des lotissements d'appartements et de villas.
Le quartier est un quartier de jeunes cadres dynamiques avec un revenu moyen de 29 950 € avec 47% de propriétaires supérieur au taux moyen de 33 % du reste de la ville. Le quartier est qualifié de dynamique et huppé.

## Éducation
Le quartier possède l'école primaire publique Jean Macé, l'école maternelle publique Jean Macé, le groupe scolaire du Château de l'Hers, école maternelle publique Jean Chaubet et l'école primaire publique Jean Chaubet, institut de formation Limayrac. 